# WJZ-TV (Baltimore)

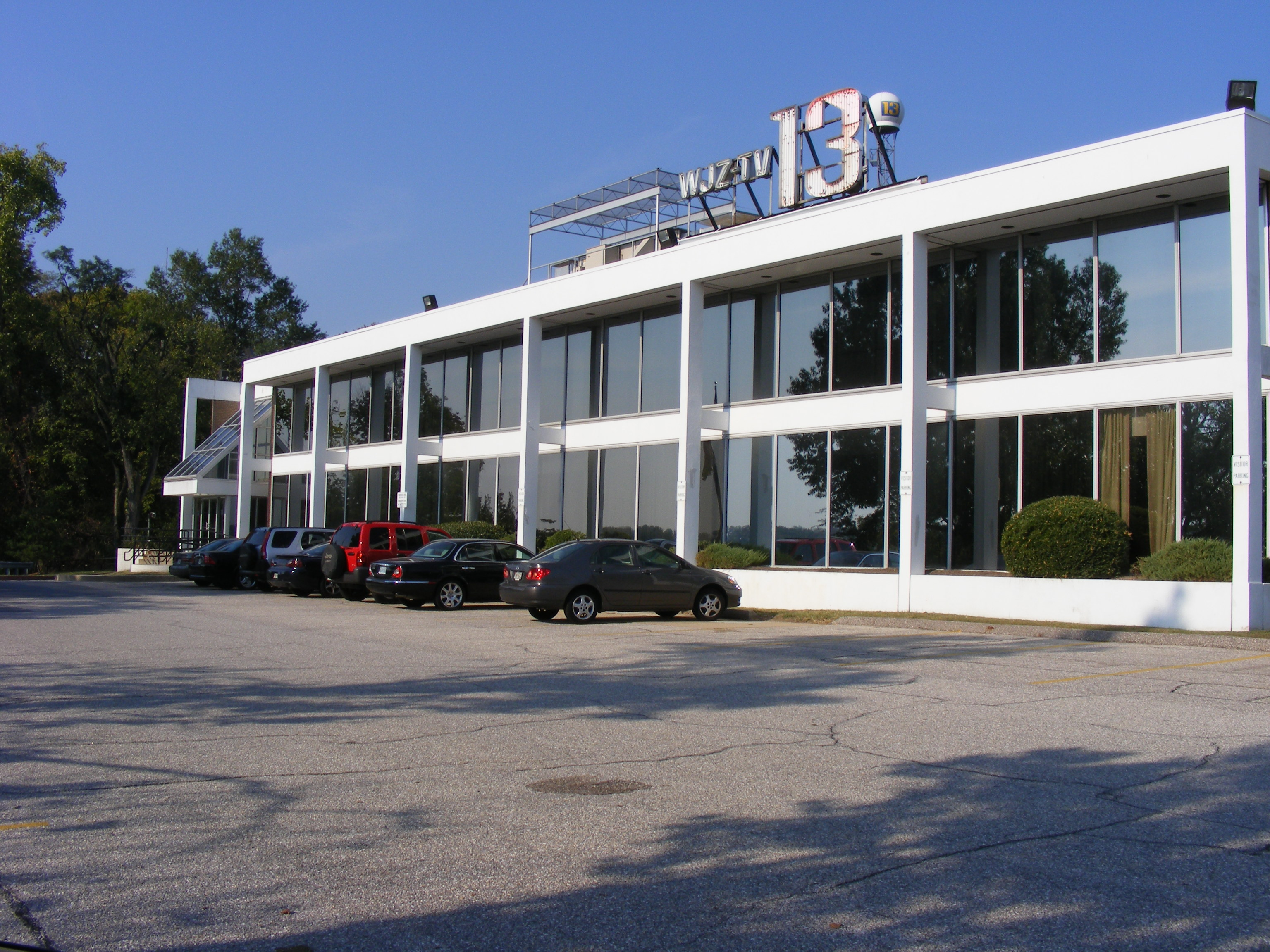
Imagem

A WJZ-TV é uma emissora de televisão americana instalada na cidade de Baltimore, no Estado de Maryland. A emissora é afiliada à rede CBS e é sintonizada no Canal 38 digital (ou Canal 13 virtual).
A FCC deu licença ao Canal 11 em maio de 1946. A emissora iniciou as atividades em 2 de novembro de 1948 com nome de WAAM, com dupla afiliação das redes DuMont (hoje extinta) e ABC. Deixou DuMont em 1955 para ser afiliada exclusiva ao ABC.
Em 1957, mudou de nome para WJZ-TV, mantendo-se afiliação com ABC até 1995, quando passou ser CBS.
Em 2009, depois de 60 anos no ar pelo canal 13 e 51 anos com atual nome, a emissora deixou ser exibida no Canal 13 VHF analógico, devido a transição analógica ao digital iniciada nos Estados Unidos em 1999.